# Roland Chassain
Pour les articles homonymes, voir Chassain.
Roland Chassain, né le 5 février 1947 à Aurillac (Cantal) et mort le 9 février 2021 aux Saintes-Maries-de-la-Mer (Bouches-du-Rhône), est un homme politique français.

## Biographie
Il est élu maire des Saintes-Maries-de-la-Mer lors des élections municipales de juin 1995 et réélu en 2001, 2008, 2014 et 2020.
Il est élu député le 16 juin 2002, pour la XIIe législature (2002-2007), dans la seizième circonscription des Bouches-du-Rhône. Il fait partie du groupe UMP.
En juin 2007, il est battu par le socialiste Michel Vauzelle qui retrouve ainsi son siège de député perdu en 2002.
Il est à nouveau candidat aux élections législatives de juin 2012. Il fait équipe avec Marilyne Kéraudy, conseillère municipale d'opposition de Miramas. À l'issue du premier tour, il se désiste en faveur du candidat FN et appelle au « Tout sauf Vauzelle »,. Il est, à ce titre, le premier candidat UMP à céder sa place à un candidat FN,. Plusieurs ténors du partis demandent son exclusion, comme l'ancien Premier ministre François Fillon,, ou encore Jean-François Copé,, mais la « la menace est restée lettre morte », car sa proximité « le maire de Marseille de l’époque Jean-Claude Gaudin, président de la fédération départementale UMP et qui avait lui-même dirigé la région PACA avec le soutien du FN, lui aura évité la mesure. ».
Dans le cadre du congrès de l'UMP du 18 novembre 2012, il soutient pourtant la candidature de Jean-François Copé et le courant de La Droite forte. À la suite de l'élection contestée du président de l'UMP, il lance une pétition « pour que Nicolas Sarkozy devienne président de l'UMP, Jean-François Copé et François Fillon coprésidents ».
Il meurt dans la nuit du 9 au 10 février 2021, aux Saintes-Maries-de-la-Mer, où il est inhumé.

## Prises de position

### Rapprochement avec l'extrême droite
Le 4 décembre 2012, il déclare dans un entretien accordé à l'hebdomadaire d'extrême droite Minute qu'« il faut des passerelles entre l'UMP et le FN », et que « si on ne discute pas avec le FN, qui représente 6,4 millions d’électeurs, la droite est condamnée à perdre, pour au moins vingt ans ! ».

### Peine de mort
Il se prononce pour le rétablissement de la peine de mort.

## Mandats
- 28 mars 1994 - 1er avril 2015 : conseiller général des Bouches-du-Rhône (canton des Saintes-Maries-de-la-Mer)
- 24 juin 1995 - 9 février 2021 : maire des Saintes-Maries-de-la-Mer (Bouches-du-Rhône)